# 一歩目のYES!/宣戦 Brand New World!
「一歩目のYES!/宣戦 Brand New World!」（いっぽめのイエス!/せんせい・ブランド・ニュー・ワールド!）は、2021年7月27日にT-Palette Recordsから発売、および配信された日本の女性アイドルグループ・アップアップガールズ（仮）の通算28枚目のCDシングルである。

## 概要
- 古川小夏、森咲樹、佐保明梨、新井愛瞳の4名が卒業し、古谷柚里花、鈴木芽生菜、工藤菫、鈴木あゆ、小山星流、青柳佑芽、住田悠華の7名が加入して8人体制となって初のシングル。

## 収録曲
1. 一歩目のYES!
作詞：NOBE、作曲：michitomo、編曲：きなみうみ（GOLDTAIL）
2. 宣戦 Brand New World!
作詞：有馬えみり（GOLDTAIL）、作曲：michitomo、編曲：佐々木侑太（GOLDTAIL）
3. 一歩目のYES!（Instrumental）
4. 宣戦 Brand New World!（Instrumental）

## リリース日一覧
| 地域 | リリース日    | レーベル          | 規格                   | カタログ番号 |
| ---- | ------------- | ----------------- | ---------------------- | ------------ |
| 日本 | 2021年7月27日 | T-Palette Records | マキシシングル         | TPRC-0279    |
| 日本 | 2021年7月27日 | T-Palette Records | デジタル・ダウンロード | -            |